# Vuilheid (gesteente)
De vuilheid of rijpheid van een sedimentair gesteente beschrijft de hoeveelheid andere mineralen ten opzichte van de veel voorkomende kleimineralen in kleistenen of schalies en ten opzichte van kwarts in zandsteen.

## Eigenschappen
Een gesteente wordt "vuil" genoemd, als er in de zandsteen veel mineralen aanwezig zijn die doorgaans snel verweren. Veldspaat is een vrij gemakkelijk verweerbaar mineraal en een zandsteen die veel veldspaten bevat (arkose zandsteen), is afgezet dicht bij de bron van de erosieproducten. Dit wordt proximaal genoemd. Als mineralen langer de tijd krijgen om te "rijpen", worden distale gesteenten afgezet. Proximale zandstenen bevatten veel mica's, veldspaten, pyroxenen en amfibolen, terwijl distale zandstenen vrijwel alleen kwarts bevatten. Proximale schalies bevatten ook mica's als chloriet en meer distale kleistenen bevatten een hoger aandeel kleimineralen.
Proximale en dus "vuile" zandstenen zijn vaak competenter dan de meer distale varianten.